# Hypocoena variana
Hypocoena variana là một loài bướm đêm trong họ Noctuidae.